# Mauno Koivisto
Mauno Henrik Koivisto [ˈmɑuno ˈhenrik ˈkoiʋisto] (25. listopadu 1923 Turku – 12. května 2017 Helsinky) byl v letech 1982 až 1994 9. prezidentem Finska. Byl také prvním sociálním demokratem zvoleným do této funkce. Vystřídal v úřadě Urha Kaleva Kekkonena. Po Koivistovi se v roce 1994 stal desátým prezidentem taktéž sociální demokrat Martti Ahtisaari.

## Život
V šestnácti se přihlásil jako dobrovolník do zimní války, bojoval i v pokračovací válce. Po válce vystudoval filozofii a sociologii. Stal se též členem sociální demokracie. V letech 1966–1967 a roku 1972 byl ministrem financí. V letech 1968–1970 a znovu 1979–1982 byl předsedou vlády. Po rezignaci Urho Kekkonena na prezidentský post roku 1982 byl zvolen prezidentem.
Během svého prezidentování učinil tento úřad méně ofenzivním, než v časech svého předchůdce, a uvolnil tak více prostoru parlamentu. Koivisto patřil k hlavním kritikům nadměrného vlivu svého předchůdce na vládní kabinety. V prezidentském úřadě ho zastihla perestrojka v SSSR a jeho následný rozpad. Koivisto toho využil k tomu, aby vyvedl Finsko z mezinárodní izolace, jež vycházela z jeho statusu neutrality během studené války. Ještě před rozpadem SSSR jednostranně vypověděl smlouvy, jež Finsko činily závislým na Sovětském svazu: Pařížskou smlouvu z roku 1947 i Smlouvu o přátelství a spolupráci z roku 1948. Přesto měl silný a dobrý vztah s posledním sovětským vůdcem Michailem Gorbačovem. Podobnou vazbu měl s americkým protějškem Georgem Bushem, díky čemuž oba světové vůdce přesvědčil, aby se v roce 1990 sešli v Helsinkách na zvláštním summitu. Roku 1992 požádal Mauno Koivisto o členství Finska v Evropském hospodářském společenství, které poté schválili Finové jasnou většinou v referendu.
Byl proslulý svým suchým humorem. V závěru života trpěl Alzheimerovou chorobou.